# Embarcation de débarquement

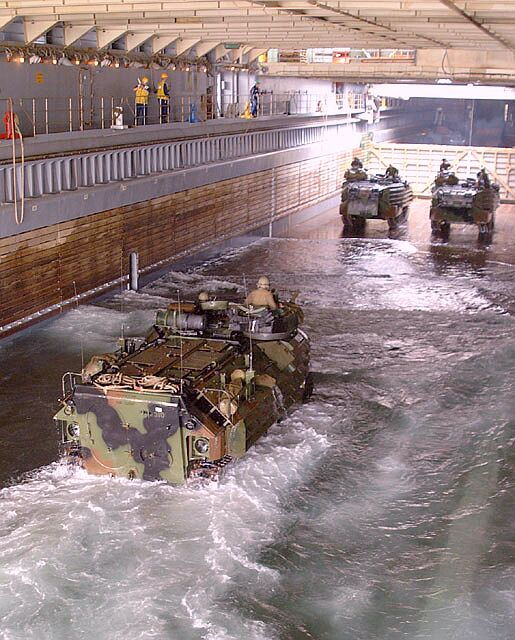
Radier inondable d'un transport de chalands de débarquement.

Un bâtiment ou engin de débarquement (ou Landing Craft en anglais) est un navire de guerre spécialisé dans les opérations de débarquement amphibie, c’est-à-dire la mise à terre de troupes et d'unités de l'armée de terre (ou de fusiliers marins ou de marines) avec leurs équipements sur un rivage ne disposant pas d'infrastructure portuaire.
Cette mise à terre s'effectue par chalands, par barges, par engins à coussin d'air, enradiés à bord de gros navires porteurs (LHD, LPD et LHA), ou même directement par « plageage » (échouage opérationnel) de bâtiment de taille moyenne.
On distingue plusieurs types de bâtiments et d'engins de débarquement en fonction de leur taille, de leurs capacités et de leur usage. Ces bateaux forment au sein de forces navales, des groupes ou des forces amphibies.
Si le débarquement a lieu sur une côte hostile, l'opération amphibie nécessite un accompagnement par une force de combat ou un groupe aéronaval et éventuellement d'un déminage préalable par une force de guerre des mines, ainsi qu'une reconnaissance des plages par des forces spéciales.

## Le bâtiment de débarquement de chars

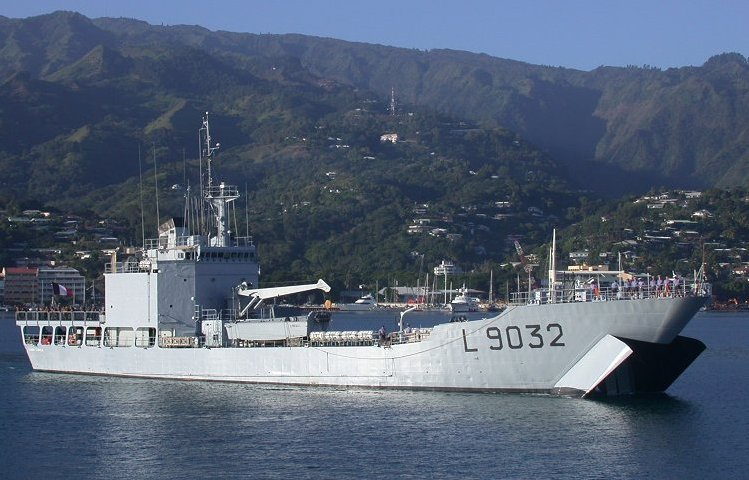
Le Batral en manœuvre dans la rade de Papeete (2003)

Le bâtiment de débarquement de chars (BDC dans la marine française) est un bâtiment de transport de troupes, de matériel et de véhicules qui est conçu pour :
- mettre à l'eau à proximité d'une plage des engins amphibies
- débarquer des troupes et du matériel roulant en s'échouant sur une plage (opération de « plageage »). À fond plat, il est doté de ballasts, d'une porte d'étrave et d'une rampe de débarquement, ainsi que d'une ligne de mouillage sur l'arrière qui lui permet de se maintenir perpendiculaire au rivage puis de se déséchouer en déballastant.

Au large, le transfert de troupes et de matériel est également possible depuis des LST, (ou des LSD et LHD «non enradiés») sur des chalands ou engins de débarquement. On parle alors de transfert de porte à porte.
Selon la liste des codes des immatriculations des navires de l'US Navy, ils sont appelés LST ou plus petits LSM.
La Marine nationale française a armé de 1958 et jusque dans les années 1980, 5 BDC classe Bidassoa (dont le Trieux et le Blavet pouvant embarquer 2 hélicoptères Alouette 3 dans un hangar), comparables aux LST. Elle a aussi utilisé 7 bâtiments de transport léger classe Champlain comparables aux LSM.

## Le chaland de débarquement

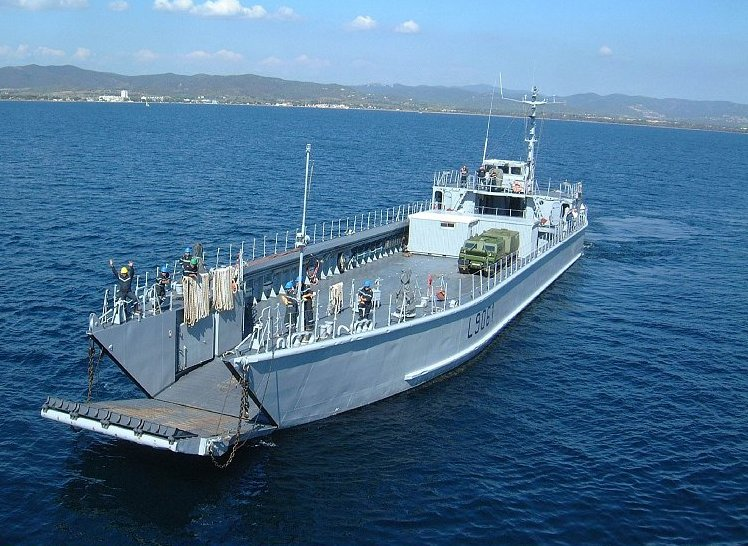
CDIC Rapière en opération de débarquement

D'un tonnage inférieur à 1 000 tonnes en charge, les chalands de débarquement sont des petits bâtiments destinés, comme les Landing Ship Tank (LST), à débarquer véhicules et personnel par « plageage ». Ils peuvent agir indépendamment ou depuis un navire d'assaut, un TCD classe Foudre ou un Porte-hélicoptères d'assaut classe Mistral, dont ils constituent alors la batellerie.
Les Landing Craft Infantry de la Seconde Guerre mondiale furent les premiers chalands de débarquement dignes de ce nom.
Selon leurs tailles, ils reçoivent plusieurs dénominations :
- Chaland de débarquement d'infanterie et de chars (CDIC) ou Engin de débarquement d'infanterie et de chars (EDIC), dans la marine française ; LCU, selon la liste des codes des immatriculations des navires de l'US Navy.
- Chaland de transport de matériel (CTM), plus petits ; LCM, LCP(L) ou LCVP, selon la liste des codes des immatriculations des navires de l'US Navy.
- Engin de débarquement amphibie rapide (EDA-R), embarcation de débarquement à haute vitesse de type catamaran conçue par les Constructions navales et industrielles de la Méditerranée. Réalisé par la Socarenam à Saint-Malo, il est commandé à quatre unités aujourd'hui en service.

## Engin amphibie sur coussin d'air

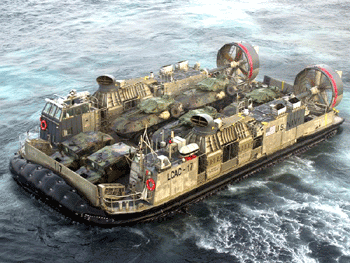
Un LCAC

Les véhicules de débarquement à coussin d'air ou selon la liste des codes des immatriculations des navires de l'US Navy LCAC (Landing Craft Air Cushion) ont la même fonction que les chalands et interviennent depuis les LHD ou les LSD. Leur mode de propulsion permet en transitant sur terre (en terrain dégagé) un emploi plus souple et plus rapide. l'URSS construit le Zubr, le plus gros aéroglisseur de débarquement au monde en service dans la marine soviétique puis russe et vendu à l'exportation en Grèce et à la flotte de la République Populaire de Chine notamment.
L'US Marine Corps est équipée du modèle LCAC ci-contre.

## Voir aussi

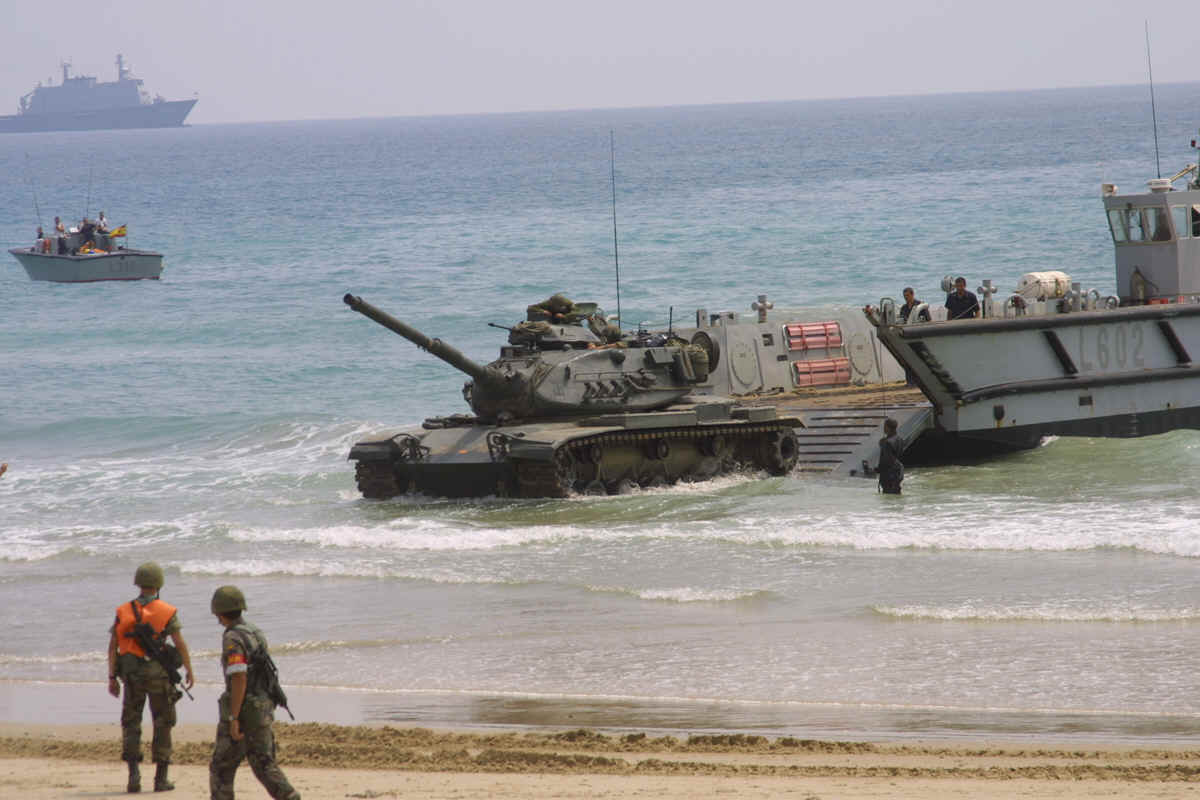
Un LCM-1E de l'armada espagnole débarquant un char M60 Patton